# ストーモント子爵

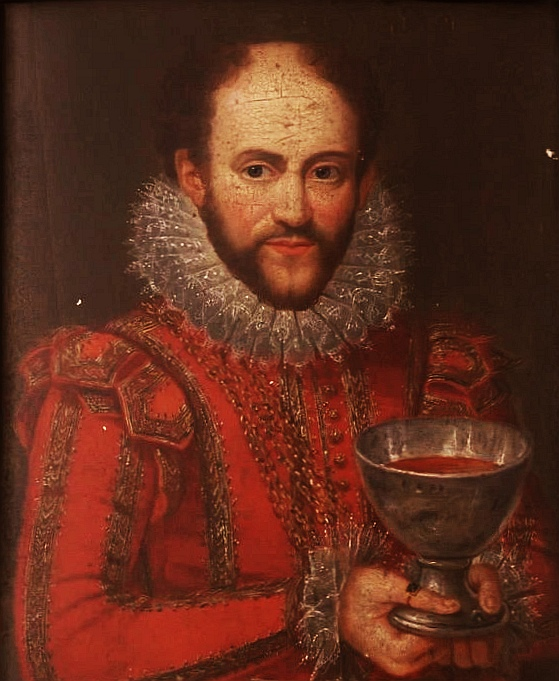
初代子爵デイヴィッド・マレー

ストーモント子爵(英: Viscount of Stormont)はイギリスの子爵、貴族。スコットランド貴族爵位。
ジェームズ6世の寵臣デイヴィッド・マレーが1621年に叙位されたことに始まるが、1793年以降はマンスフィールド伯爵の従属爵位となり、現在は伯爵家嫡男の儀礼称号として現存する。

## 歴史
廷臣デイヴィッド・マレー(?-1631)はフォークランド宮殿管理官や王室会計監査官を務めたジェームズ6世の寵臣である。彼は1605年4月7日にスコットランド貴族としてスクーン卿(Lord Scone)に叙されたのち、1621年8月16日にはストーモント子爵(Viscount of Stormont)に昇叙した。この両爵位にはデイヴィッドの男子に加えて、以下の極めて広範な特別継承権を兼ね備えていた。

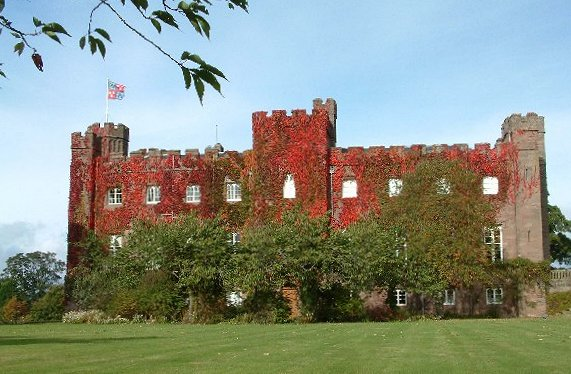
マレー家の邸宅スクーン・パレス

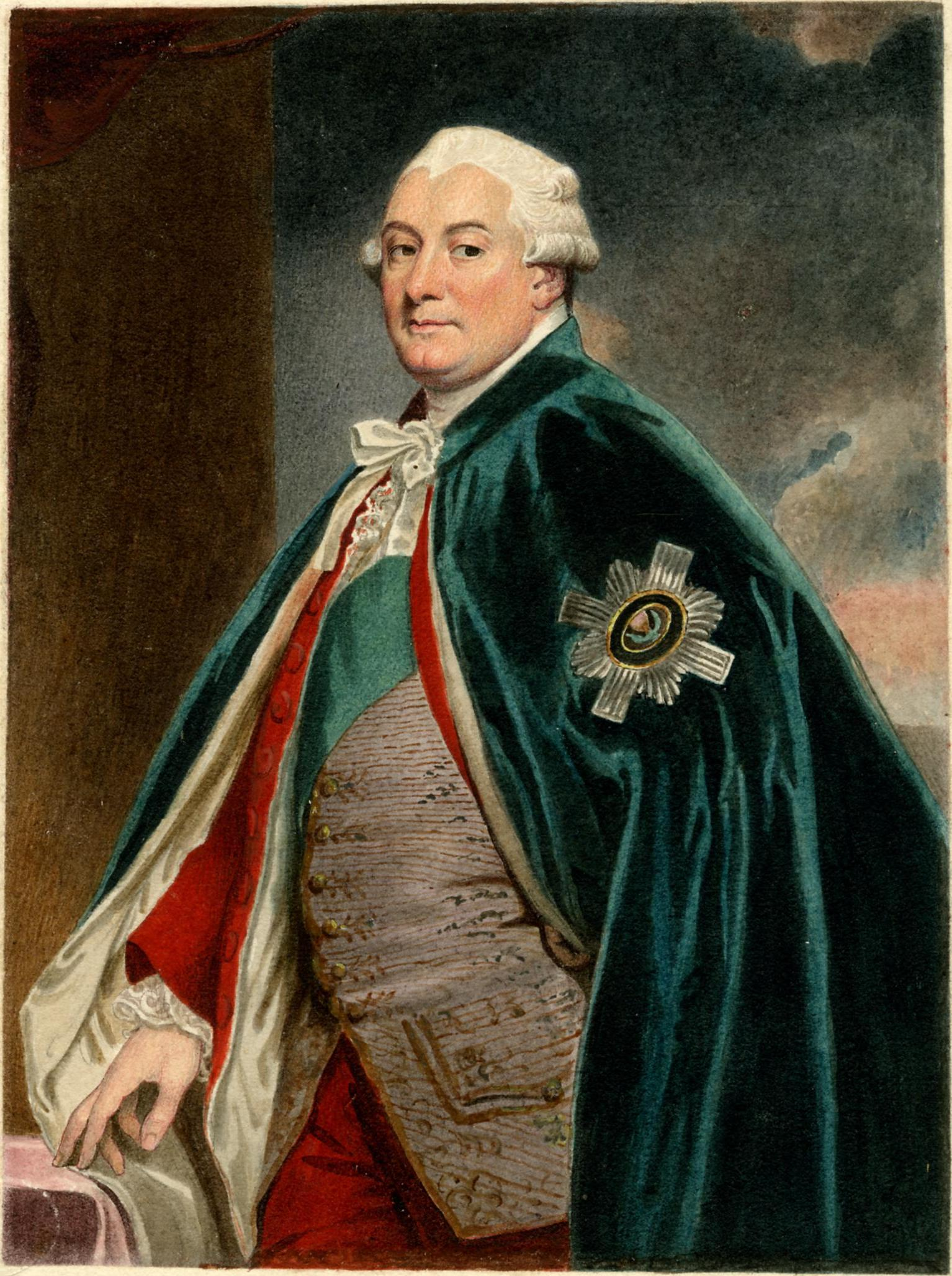
7代子爵デイヴィッド。彼はマンスフィールド伯爵を継承した。

初代子爵には子がなかったため、特別継承権を有する存命の相続権者ムンゴが爵位を相続した。
2代子爵ムンゴ(?-1642)にも男子がなかったため、爵位は再び上記規定に基づいてサー・ジョン・マレーの子ジェームズが爵位を襲った。
3代子爵ジェームズ(?-1658)は襲爵前の1640年に父からアナンデール伯爵を継いでいたため、子爵位は伯爵の従属爵位となった。しかし、彼にも子がなかったことで伯爵位は廃絶、子爵位は三度特別規定にのっとってアンドリュー・マレーの子にしてバルヴェアード卿家当主デイヴィッドに継承された。彼以降はスコットランド貴族爵位のバルヴェアード卿(Lord Balvaird)が従属爵位に加わって、現在に至る。
4代子爵デイヴィッド(1636?-1668)は1654年にクロムウェルより1500ポンドの罰金を科されたが、1660年頃にはカークシャー開拓委員会委員を務めている。
5代子爵デイヴィッド(1665-1731)は1715年ジャコバイト蜂起ののち、息子デイヴィッド(6代子爵)とともに政府に出頭している。
その孫の7代子爵デイヴィッド(1727-1796)は在フランスイギリス大使を務めた外交官で、のちに枢密院議長や北部担当国務大臣を歴任している。彼は1793年に叔父の死去に伴って、1796年創設のマンスフィールド伯爵(Earl of Mansfield)を継いだため、これ以降のストーモント子爵位は伯爵位の従属爵位として存続している。

## ストーモント子爵(1621年)
- 初代ストーモント子爵デイヴィッド・マレー（英語版） (?-1631)
- 第2代ストーモント子爵ムンゴ・マレー (?-1642)
- 第3代ストーモント子爵(第2代アナンデール伯爵)ジェームズ・マレー (?-1658)
- 第4代ストーモント子爵デイヴィッド・マレー (c. 1636–1668)
- 第5代ストーモント子爵デイヴィッド・マレー (c. 1665–1731)
- 第6代ストーモント子爵デイヴィッド・マレー (c. 1689–1748)
- 第7代ストーモント子爵デイヴィッド・マレー (1727–1796) (1793年にマンスフィールド伯爵位継承)

以降の歴代子爵は、マンスフィールド伯爵を参照。

### 註釈
1. ↑  のちの初代アナンデール伯。
2. ↑  のちの初代バルヴェアード卿。
3. ↑  彼の叔父ウィリアム・マレー（英語版）は1776年に「ノッティンガム州マンスフィールドのマンスフィールド伯爵」、1792年に「ミドルセックス州マンスフィールドのマンスフィールド伯爵」の2つの同名の爵位を得ており、そのうち後者の爵位のみ彼が相続していた。